# WiLL VS
WiLL VS (яп. トヨタ・ウィル ブイエス) — компактный автомобиль на базе Toyota Corolla (E120), впервые представленный в 2001 году.

## Описание
WiLL VS дебютировал в 2001 году на автосалоне в Лос-Анджелесе, как предвестник появления бренда Scion в Северной Америке и продаж на японском рынке в апреле того же года в рамках масштабной рекламной кампании с британской электронной группой Underworld. В телевизионной рекламе был показан хит группы «Born Slippy», первоначально выпущенный шестью годами ранее (в 1995 году). Сборка WiLL VS была организована на заводе Kanto Auto Works. Утверждается, что вдохновением для дизайна WiLL VS послужил истребитель-невидимка Lockheed F-117 Nighthawk. Также автомобиль имеет множество внешних сходств со французской моделью Renault Avantime.
Размеры VS по ширине превышали постановления правительства Японии, которые облагали налогом транспортные средства на основе внешних размеров, за которые несли ответственность покупатели VS. Несмотря на успех на японском рынке, где WiLL VS имел культовых поклонников, модель не поставлялась за пределы Японии.
В 2004 году WiLL VS был снят с производства без преемника.

## Технические характеристики
До января 2002 года WiLL VS оснащался следующими двигателями:
- 1NZ-FE рабочим объёмом 1496 см3, мощностью 105 л. с. (4-скор. АКПП)
- 1NZ-FE рабочим объёмом 1496 см3, мощностью 110 л. с. (4-скор. АКПП)
- 1ZZ-FE рабочим объёмом 1794 см3, мощностью 125 л. с. (4-скор. АКПП)
- 1ZZ-FE рабочим объёмом 1794 см3, мощностью 136 л. с. (4-скор. АКПП)
- 2ZZ-GE рабочим объёмом 1795 см3, мощностью 190 л. с. (6-скор. МКПП)[22][23]

В январе 2002 года цветовая гамма WiLL VS была изменена. Автомобили оснащались двигателем 1NZ-FE рабочим объёмом 1496 см3, мощностью 110 л. с.